# Caprino Bergamasco
Caprino Bergamasco Caprino Bergamasco là một đô thị ở tỉnh Bergamo, vùng Lombardia, Italia. Đô thị này có diện tích km², dân số là người.
Đô thị này có cự ly 40 km về phía đông bắc Milano và 15 km về phía tây bắc Bergamo. Tại thời điểm ngày 31 tháng 12 năm 2004, đô thị này có dân số 2908 và diện tích 8,6 km².
Đô thị Caprino Bergamasco có các frazioni (các làng) Sant'Antonio d'Adda, Celana, Opreno, Perlupario, Formorone, Ombria, và (Prato).
Caprino Bergamasco giáp các đô thị: Cisano Bergamasco, Palazzago, Pontida, Roncola, Torre de' Busi.